# Dzielnica Nadmorska
Dzielnica Nadmorska w Świnoujściu – położona jest nad Bałtykiem, od plaży oddziela ją jedynie pas wydmy nadmorskiej. Znajdują się tutaj liczne hotele i pensjonaty, kawiarnie, kafejki, restauracje, dyskoteki, muszla koncertowa i kasyno. Powstało tutaj również osiedle „Baltic Park” – 7 budynków na wydmie morskiej, bezpośrednio przy plaży.
Najważniejszym etapem tej inwestycji jest „Baltic Park Molo”. W jego skład wchodzi
13-piętrowy luksusowy hotel Radisson Blu Resort. Powstanie molo o długości ok. 700 m. W okolicy znajduje się amfiteatr, korty tenisowe, kryta pływalnia oraz strefa płatnego parkowania. Przez dzielnicę przejeżdżają linie autobusowe A, B oraz 6.

## Galeria

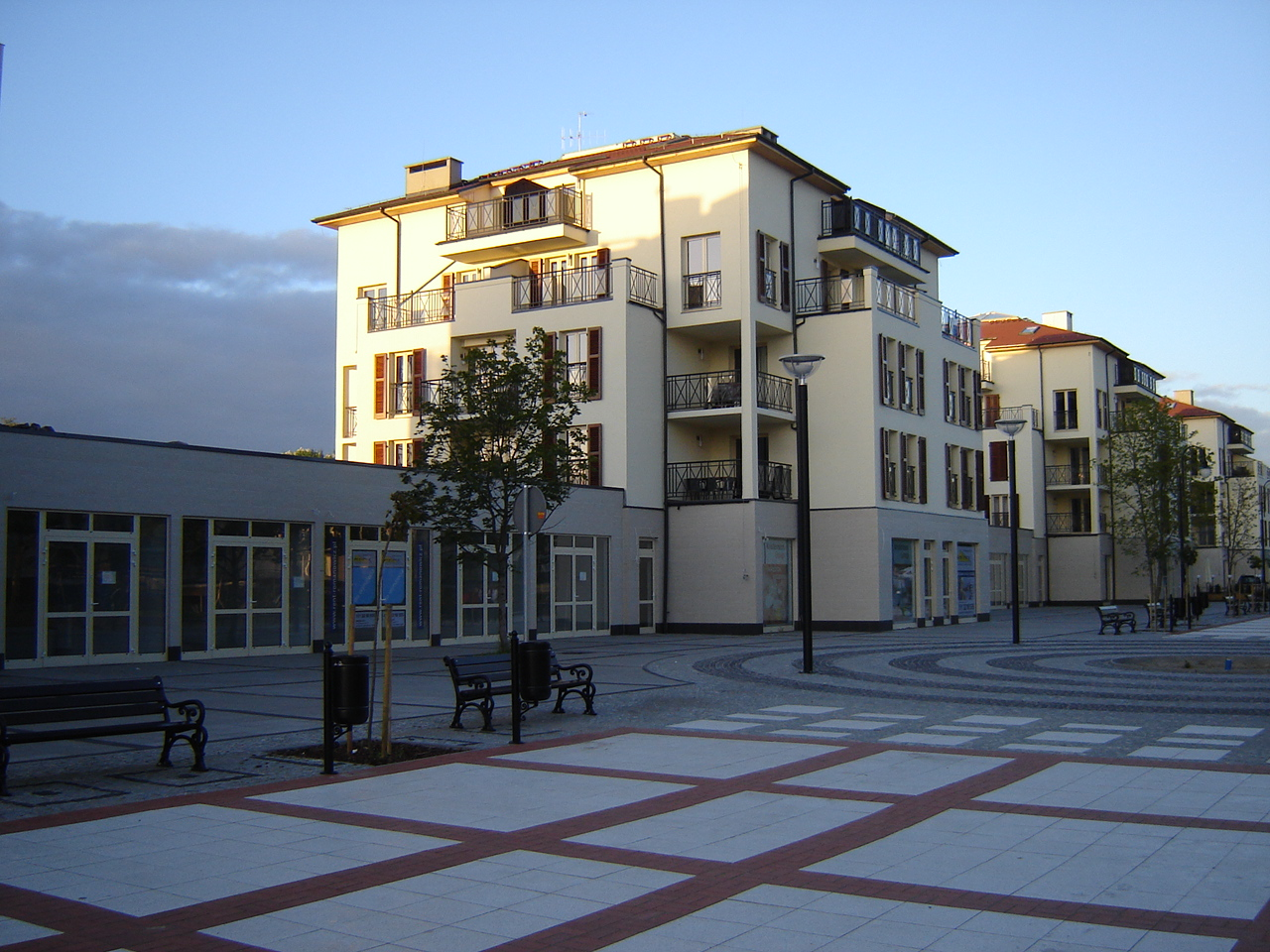
Apartamenty powstającego Baltic Parku
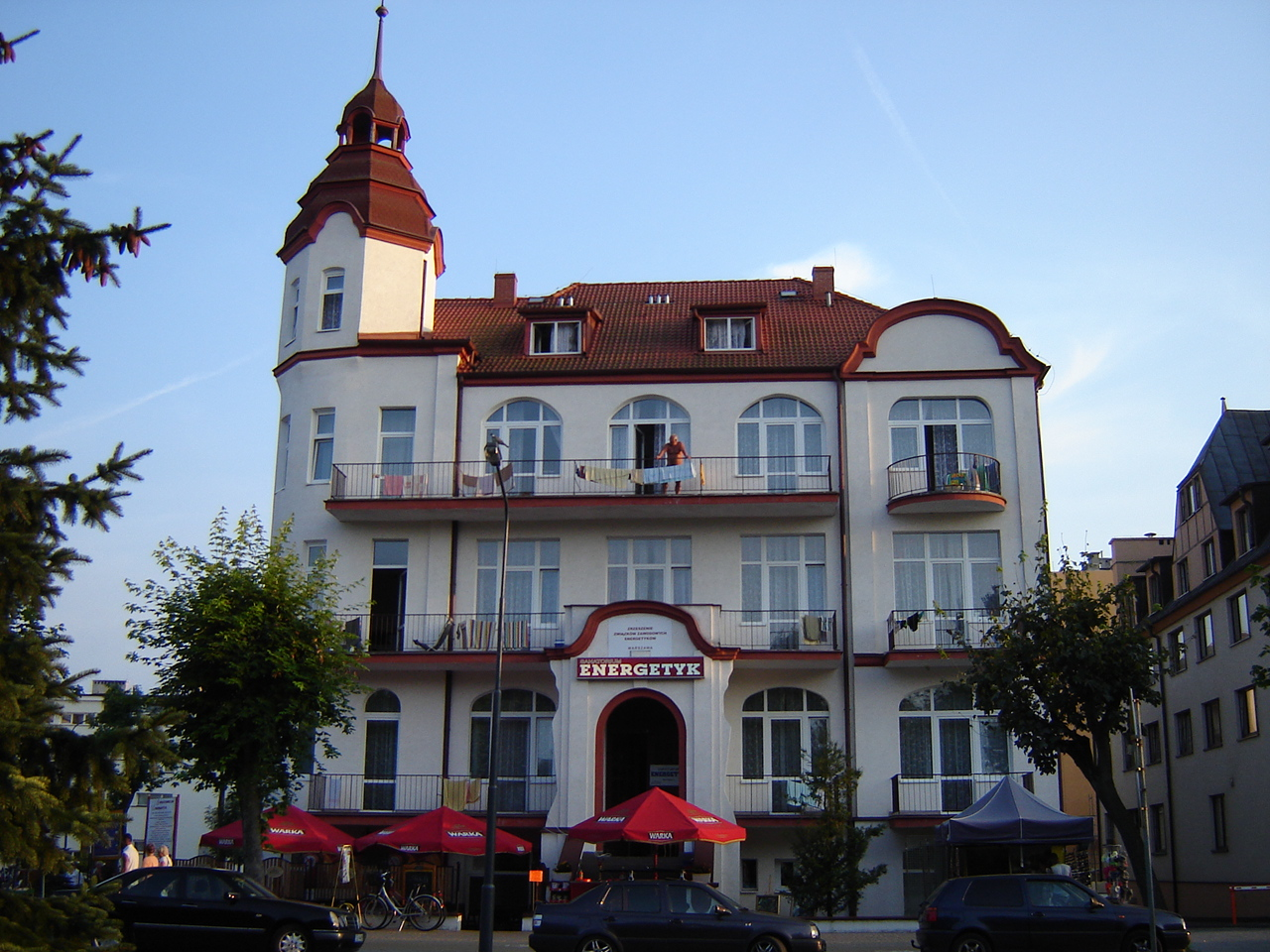
Sanatorium „Energetyk”
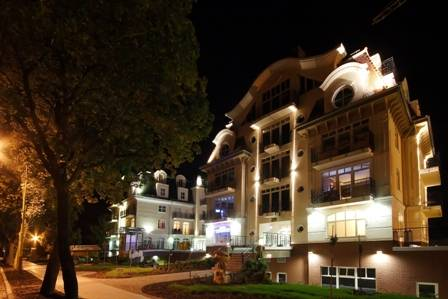
Pensjonat „3 Korony” nocną